# Ariel Mateluna
Ariel Mateluna, né le 21 mars 1989 à Santiago du Chili est un acteur chilien. Il a des origines indiennes et vient d'une famille bohème et éclatée. Sa mère se passionne pour l'ésotérisme et lit les tarots.

## Filmographie
- 2004 : De pe a pa (série télévisée - un épisode)
- 2005 : Mon ami Machuca d'Andrés Wood : Pedro Machuca
- 2005 : Vida es una loteria (série télévisée - un épisode)
- 2006 : JPT: justicia para todos (série télévisée - un épisode)
- 2007 : Paga martin, paga! de Martin Adolfo
- 2009 : El baile de la Victoria de Fernando Trueba
- 2016 : Mala junta de Claudia Huaiquimilla : Pedro